# Karachi
Karachi (Urdu: کراچي; vroeger gespeld Kurrachee) is de grootste stad van Pakistan en de hoofdstad van de provincie Sindh. Het is tevens het financiële en commerciële hart van Pakistan. Bij de volkstelling in 2023 had de stad 20.382.881 inwoners. Hiermee behoort Karachi tot de grootste steden van de wereld.

## Geografie
De stad is gesitueerd in het zuiden van Pakistan, aan de Arabische Zee, op de coördinaten 24°51′ N 67°02′ E. Het stedelijk gebied loopt vanaf de meest westelijke monding van de Indus tot aan de zuidelijke uitlopers van het Kirthargebergte. Het omliggende landschap bestaat voornamelijk uit vlak tot glooiend landschap, met heuvels in het westen en op een aantal eilanden voor de kust. In het zuiden wordt de kust gevormd door een strand, terwijl in het zuidoosten mangroven van de rivier de Indus liggen.

## Geschiedenis

### Vroege geschiedenis
Het gebied waar de stad zich bevindt is al erg lang bewoond. In de Griekse oudheid bevond zich op de locatie van Karachi de havenstad Krokola. De stad werd in dezelfde periode ook wel Barbarikon genoemd. De Arabieren gebruikten in de achtste eeuw de naam Debal voor de stad.
De stad is waarschijnlijk ontstaan als vissersdorp, dat lokaal "Kolachi" werd genoemd. Deze naam is nog steeds terug te vinden als naam van een buurt. In de achttiende eeuw vond veel handel plaats met Muscat en andere steden aan de Perzische Golf. Er werd door de plaatselijke bevolking een klein fort gebouwd om de stad te beschermen. Rond deze tijd duikt ook de naam Karachi voor het eerst op, in een VOC-document uit 1742, nadat het VOC-schip De Ridderkerk in de buurt van de stad was vastgelopen.

### Britse heerschappij

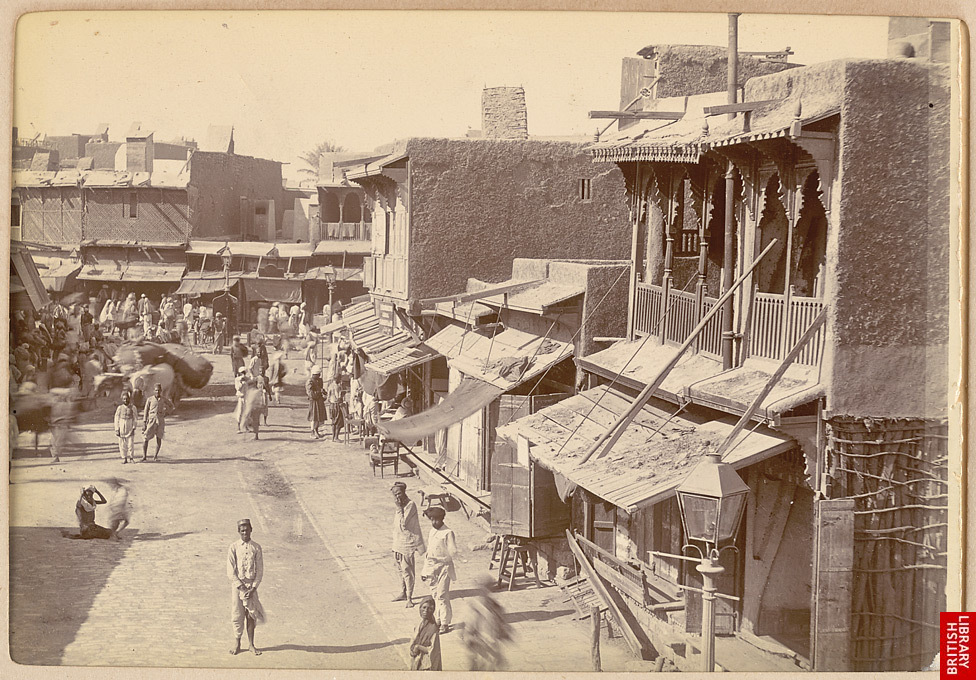
Stadsgezicht in 1890

Na eerst een aantal verkenningsmissies te hebben uitgevoerd, namen de Britten de stad en het fort in februari 1839 in. De stad werd onderdeel van Brits-Indië in 1843, toen ook de rest van Sindh door de Britten werd geannexeerd na de Slag bij Miani, waarbij de plaatselijke emirs verslagen werden.
Karachi werd benoemd als hoofdstad van Sindh, en er werd om zowel economische als militaire redenen begonnen met het ontwikkelen van het gebied. De haven werd verbeterd en uitgebreid, er werd een basis gelegd voor een lokale overheid naar westers model, en er werd geïnvesteerd in de infrastructuur. Tijdens de Indiase opstand van 1857 koos de stad de kant van de rebellen, maar werd al snel weer door de Britten ingenomen. In 1864 werd een directe telegraafverbinding aangelegd tussen Londen en Karachi, en in 1878 werd de stad aangesloten op het spoorwegnet. De wegen werden verhard, riolering aangelegd en een tramnetwerk opgezet. De bevolking van de stad begon in deze periode sterk toe te nemen.
In 1899 was de haven van Karachi de grootste graanhaven van de Orient. De economische ontwikkeling had een aanzuigende werking op immigranten, waaronder hindoes, Parsi, christenen, joden, Gujarati, Chinezen en Britten, die zich in groten getale in de stad vestigden. Rond 1900 had de stad ongeveer 105.000 inwoners.

### Onafhankelijk Pakistan
In 1947 werd Brits-Indië gesplitst in India en Pakistan, met als doel om zowel moslims en hindoes een eigen staat te geven. Karachi werd benoemd tot hoofdstad van Pakistan. Op dat moment had de stad iets minder dan een half miljoen inwoners. Karachi kreeg te maken met een grote toestroom van Indiase moslims, wat van grote invloed was op de stedelijke bevolking en de economie. Daarentegen trokken de meeste joden in 1948 weg naar de pas opgerichte staat Israël. De joden, sinds eind achttiende eeuw woonachtig, die bleven leven anoniem of namen een andere religie aan, mede door het regime van generaal Mohammed Zia-ul-Haq vanaf 1977 die het Jodendom verbood. Wat nog herinnert aan de joden is het geelgekleurde grandcafé Edward House van architect Moses Somake en de joodse begraafplaats. Zia-ul-Haq liet de synagoge in de jaren '80 afbreken.
In 1958 werd Karachi als hoofdstad vervangen door Rawalpindi, dat op zijn beurt in 1960 werd vervangen door het speciaal voor dit doel gebouwde Islamabad. In de jaren zestig kende de stad economische voorspoed. In de jaren zeventig brak een onrustiger tijd aan, met onlusten door arbeiders. Ook kwamen er veel vluchtelingen uit Afghanistan en Iran naar de stad. Eind jaren tachtig, begin jaren negentig vonden er etnische conflicten plaats tussen verschillende bevolkingsgroepen.
Heden ten dage is Karachi de economische motor van Pakistan en is het het financiële en industriële centrum van het land.

## Demografie

Bevolkingsontwikkeling Karachi

Bij de volkstelling van 1998 had Karachi 9.339.023 inwoners. Bij de volkstelling van 2023 was dit aantal gestegen tot 20.382.881, waarmee het inwoneraantal van de stad in de tussenliggende periode ruim is verdubbeld en het een van de grootste steden ter wereld is.
Deze bevolkingsgroei is op gang gekomen nadat door de splitsing tussen India en Pakistan grote groepen Urdu-sprekende moslims, de zogenaamde Muhajirs, naar Karachi kwamen. Tegelijkertijd vertrokken vee hindoes uit de stad, waardoor de Muhajirs de grootste bevolkingsgroep vormen. Momenteel komen er naar schatting zo'n 15 tot 20.000 arbeidsmigranten per maand naar de stad, wat ervoor zorgt dat de stad ongeveer 5% per jaar groeit. Dit heeft grote gevolgen voor de leefbaarheid.
Tijdens de volkstelling in 1998 is gekeken naar de taal die iemand spreekt als graadmeter voor zijn of haar etniciteit. Hieruit bleek dat 48% van de bevolking Urdu sprak, 14% Punjabi, 11% Pashto, 7% Sindhi, 4% Balochi en 2% Saraiki.

## Economie

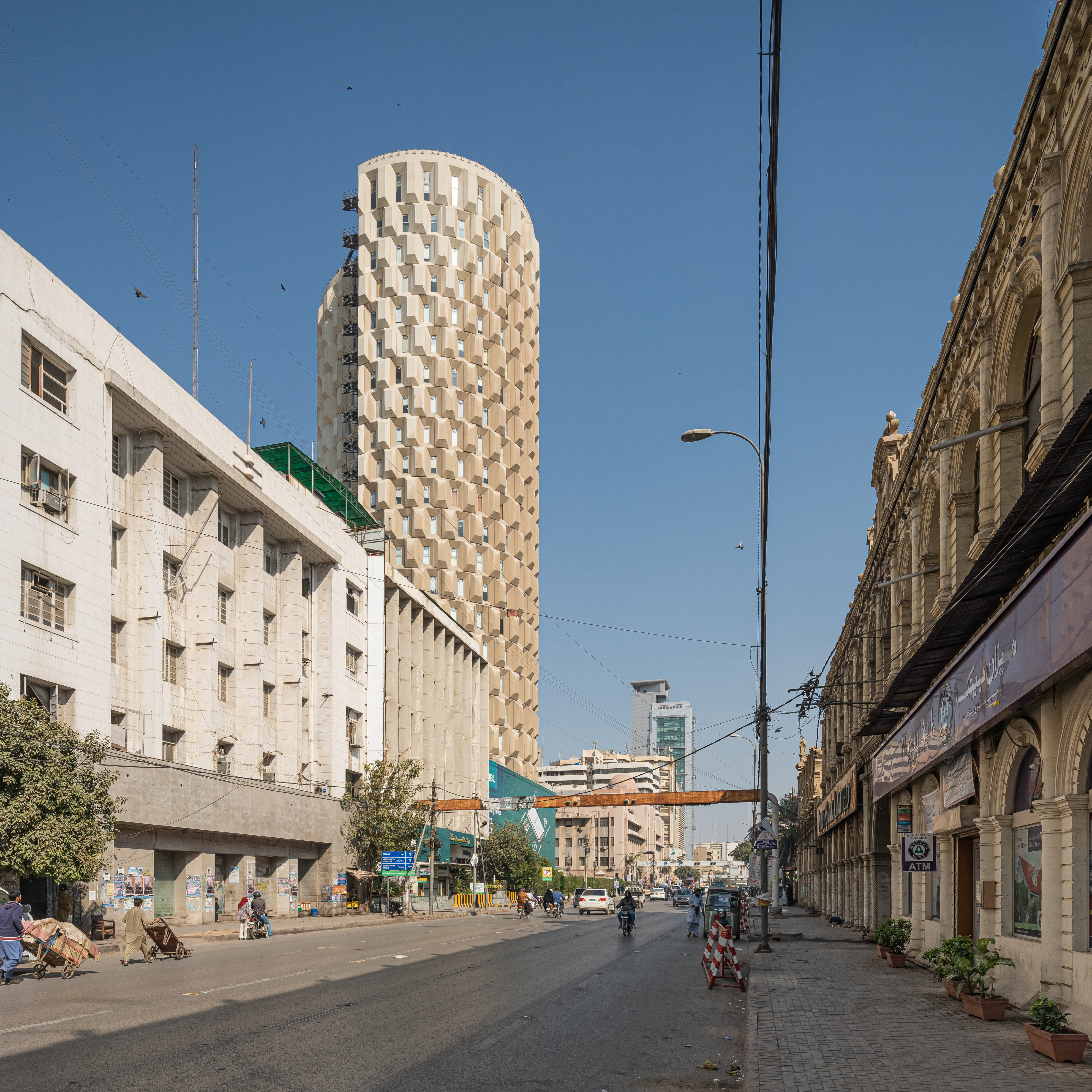
Moderne kantoorgebouwen in Karachi

Aangezien Karachi veruit de grootste stad van Pakistan is, is het ook verantwoordelijk voor veel verdiensten. Naar schatting bedraagt het bruto nationaal product van Karachi ongeveer 78 miljard dollar, 20% van het bnp van Pakistan. Als het groeitempo van de afgelopen jaren zal aanhouden (gemiddeld 5,5%), is het BRP in 2025 naar schatting opgelopen tot 193 miljard dollar. 81,7% van de banen in de stad bevindt zich in de tertiaire sector, en 17,7% in de secundaire sector. Naast ICT en financiële diensteverlening, is ook de industrie van groot belang. De belangrijkste beurs van Karachi is de Karachi Stock Exchange.
Ondanks de grote economische activiteit in de stad, leeft naar schatting 50,5% van de inwoners onder de armoedegrens.

## Verkeer en vervoer

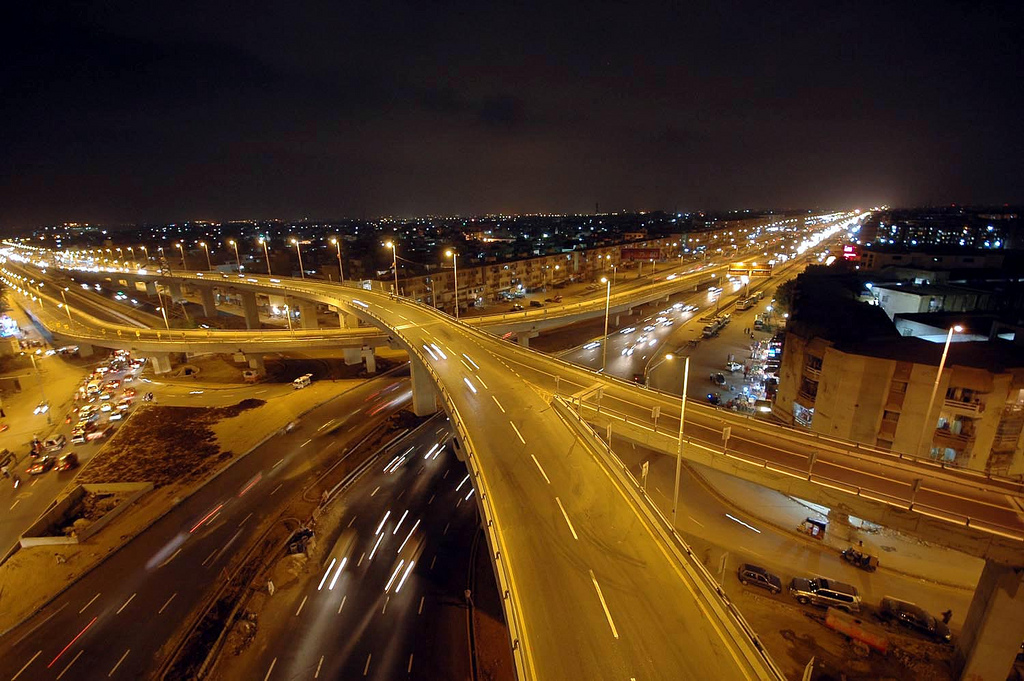
Knooppunt Nagan is een van de drukste knooppunten in Karachi

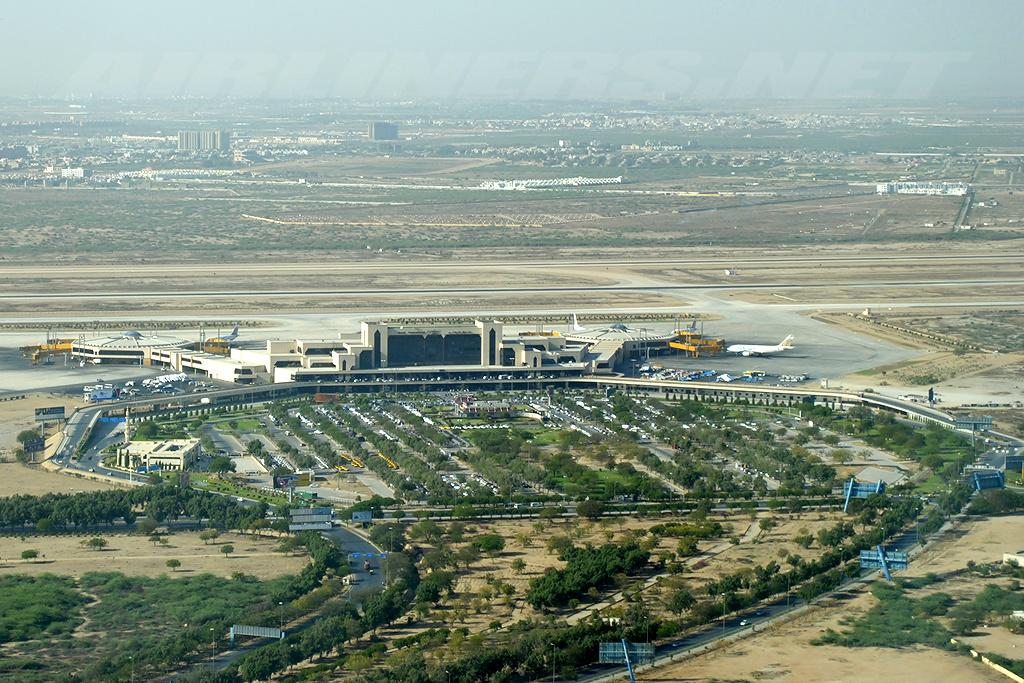
Jinnah International Airport

### Weg
Karachi wordt door verschillende snelwegen ontsloten. In het noordwesten sluit de N25, die vanaf de Afghaanse grens via Quetta naar de stad voert, aan op de M10, die als ringweg fungeert voor het noordelijk deel van de stad. De M9, richting het noordoosten, zorgt voor de verbinding met Hyderabad. Vanuit het oosten voert de N5 de stad in. Deze weg komt ook uit de richting van Hyderabad, maar via een zuidelijker route. Binnen de stad bevindt zich de Lyari Expressway, die een belangrijke noord-zuidverbinding vormt. Deze tolweg is voor een deel nog in aanbouw. De weg is omstreden: door de aanleg van deze weg moesten meer dan 24.000 gezinnen gedwongen hun huizen verlaten.
Het wegverkeer in Karachi heeft te maken met veel opstoppingen, door een grote toename van de bevolking en het eveneens sterk toegenomen gebruik van de auto. Een bijkomend effect hiervan is dat de luchtkwaliteit in de stad, evenals de rest van Pakistan, erg slecht is. Recent vinden er dan ook veel investeringen plaats in wegen en viaducten.
Een groot deel van het vervoer in de stad bestaat uit semi-openbare minibusjes en riksha's.

### Spoor
Karachi heeft twee grote treinstations: Karachi City Station en Karachi Cantonment Railway Station. Hiervandaan vertrekken treinen van Pakistan Railways naar de rest van het land. De stad heeft een in onbruik zijnd ringspoor, de Karachi Circular Railway. Momenteel vinden er werkzaamheden plaats om dit spoor geschikt te maken voor gebruik. De opleverdatum is, zoals bij vele andere projecten in Pakistan, niet duidelijk.

### Lucht
De stad heeft meerdere luchthavens, maar de belangrijkste is Jinnah International Airport. Dit is niet alleen het grootste vliegveld van Karachi, maar ook van heel Pakistan. De meest recente cijfers dateren van 2009 en laten zien dat er in dat jaar ongeveer 50.000 vluchten plaatsvonden met ongeveer 5,7 miljoen passagiers, van wie 3,1 miljoen op internationale vluchten.
Er zijn nog een aantal kleinere vliegvelden, die worden gebruikt door het leger.

### Water
Karachi is van oudsher een havenstad. Tegenwoordig heeft de stad twee havens, de haven van Karachi en de haven van Qasim. Deze havens fungeren niet alleen als belangrijkste haven van Pakistan, maar ook als haven voor Afghanistan en andere Centraal-Aziatische landen die niet aan zee liggen. Volgens de havenautoriteiten werd in de haven van Karachi zo'n 650.000 TEU verladen, alsmede 26 miljoen ton aan andere goederen. In de haven van Qasim werd 681.000 TEU verladen en 16,5 miljoen ton aan andersoortige goederen.

## Onderwijs

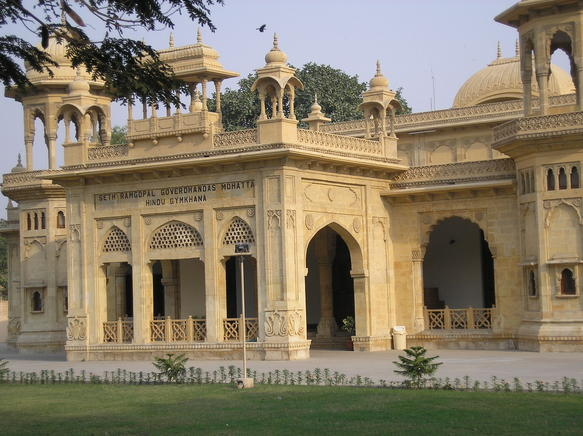
National Academy of Performing Arts

Het opleidingsniveau in Karachi is in vergelijking met de rest van Pakistan hoog. Dit is naar Westerse maatstaven echter relatief. Waar in geheel Pakistan 49% van de bevolking de basisschool heeft afgemaakt, is dit percentage in Karachi 72%. Alleen in Islamabad ligt dit percentage hoger. Als gekeken wordt naar het percentage kinderen dat op de middelbare school zit, is dit eveneens 72%. 79% van de bevolking is geletterd. In heel Pakistan bedraagt dit percentage 58%.
Er zijn verschillende universiteiten in Karachi. De grootste is de Universiteit van Karachi, ook wel bekend als KU, met 24.000 studenten. Andere grote universiteiten zijn IQRA University met meer dan 10.000 studenten, NED University of Engineering of technology (8.000), de National University of Science and Techology (7.000) en het National Institute of Computer and Emerging Sciences (6.000).

## Geboren
- Mohammed Mian Soomro (1950), president van Pakistan (2008)
- Benazir Bhutto (1953-2007), premier van Pakistan (1988-1990, 1993-1996)
- Asif Ali Zardari (1955), president van Pakistan (2008-2013)
- Madeeha Gauhar (1956-2018), actrice en toneelregisseur
- Chris Van Hollen (1959), Amerikaanse senator voor Maryland
- Iqbal Theba (1963), acteur
- Shabana Rehman Gaarder (1976-2022), Pakistaans-Noors stand-upcomedian, schrijfster en columniste
- Rubin Okotie (1987), Oostenrijks voetballer